# Itchimbía
Itchimbía ist ein Stadtteil von Quito und eine Parroquia urbana in der Verwaltungszone Manuela Sáenz im Kanton Quito der ecuadorianischen Provinz Pichincha. Die Fläche beträgt etwa 11,14 km². Die Einwohnerzahl lag im Jahr 2019 bei 45.115.

## Lage
Die Parroquia Itchimbía liegt ostzentral in Quito 1,5 km östlich vom Stadtzentrum auf einer Höhe von etwa 2840 m. Im Südwesten der Parroquia erhebt sich der namengebende Hügel Itchimbía. Der Río Machángara durchquert das Verwaltungsgebiet in nordöstlicher Richtung und begrenzt es dabei im westlichen Süden. Die westliche Verwaltungsgrenze verläuft entlang der Avenida Patria und der Avenida 10 de Agosto.
Die Parroquia Itchimbía grenzt im Nordosten und im Osten an die Parroquias rurales Nayón und Cumbayá, im Süden an die Parroquia Puengasí, im Südwesten an die Parroquias Chimbacalle, Centro Histórico und San Juan sowie im Nordwesten und im Norden an die Parroquias Mariscal Sucre und Iñaquito.

## Barrios
Die Parroquia ist in folgende Barrios gegliedert:
- Argentina
- El Dorado
- Itchimbía
- La Alameda
- La Tola (Alta y Baja)

## Infrastruktur
Im Verwaltungsgebiet gibt es mehrere Parkanlagen, darunter Parque El Ejido, Parque del Arbolito, Parque La Alameda, Parque Itchimbía, Parque El Sena und Parque Guápulo. In der Parroquia befindet sich das Nationalmuseum (Museo Nacional del Ecuador) und das Gebäude der ecuadorianischen Nationalversammlung (Asamblea Nacional de Ecuador).

## Bilder

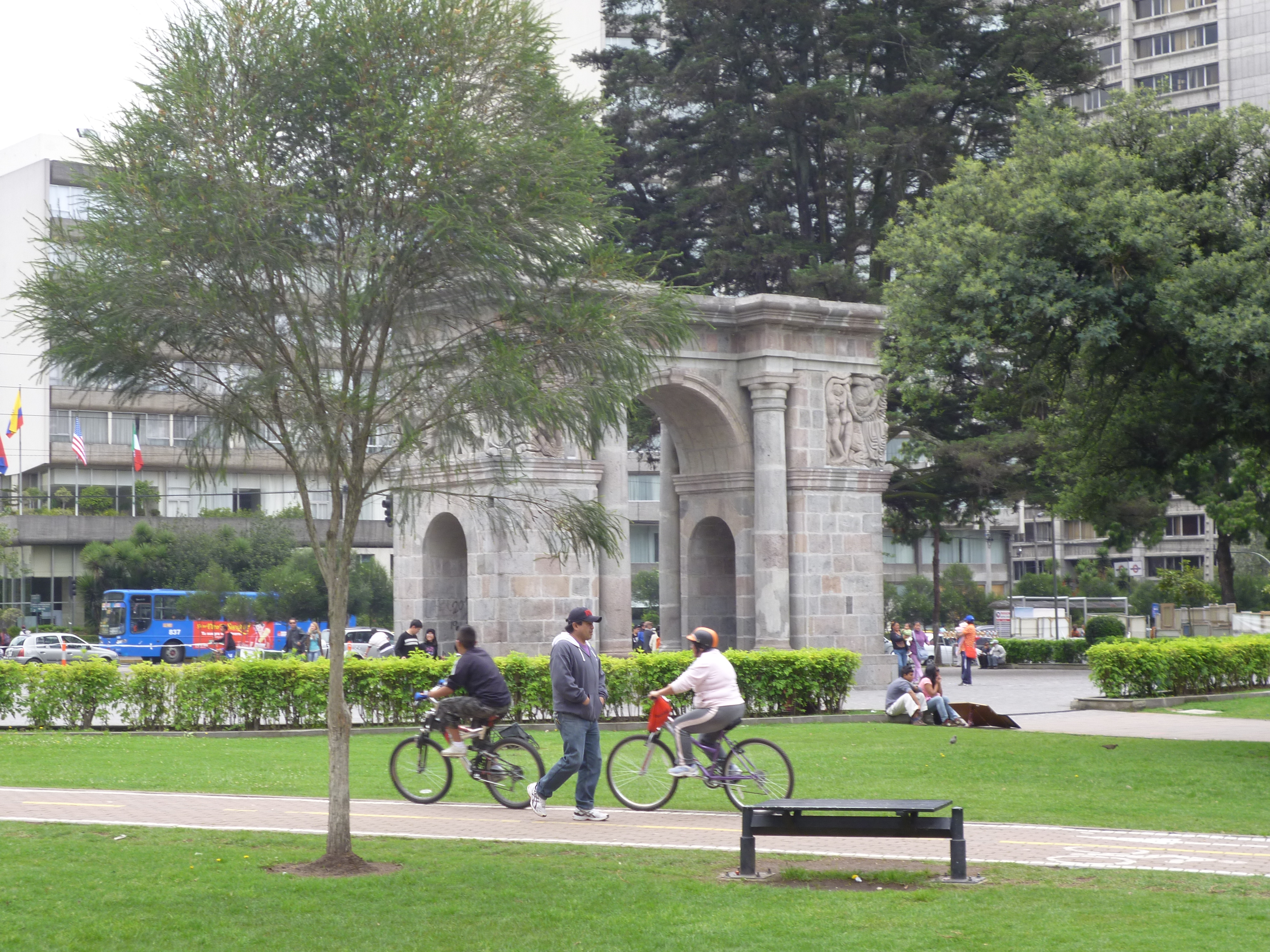
Parque El Ejido
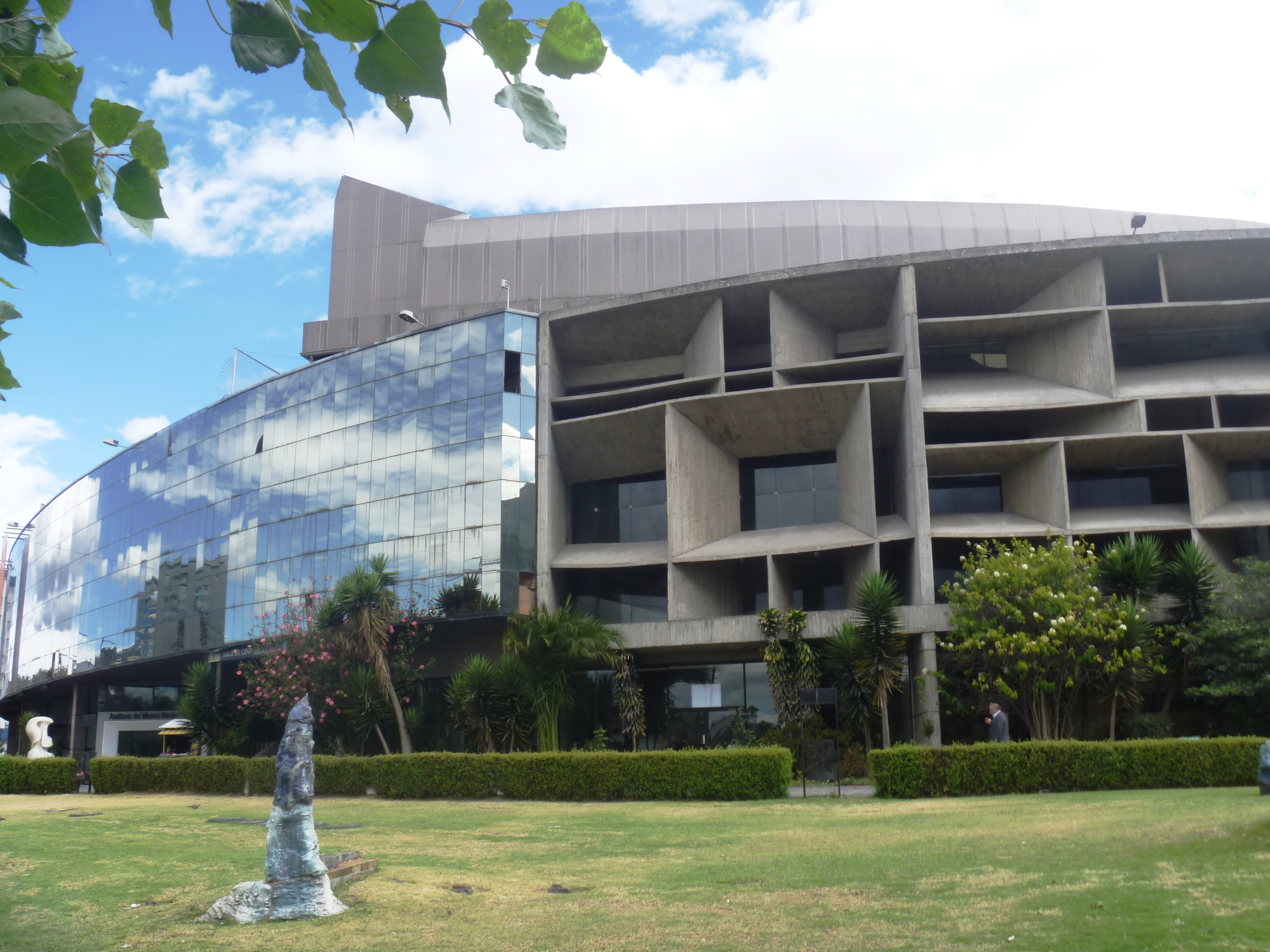
Nationalmuseum
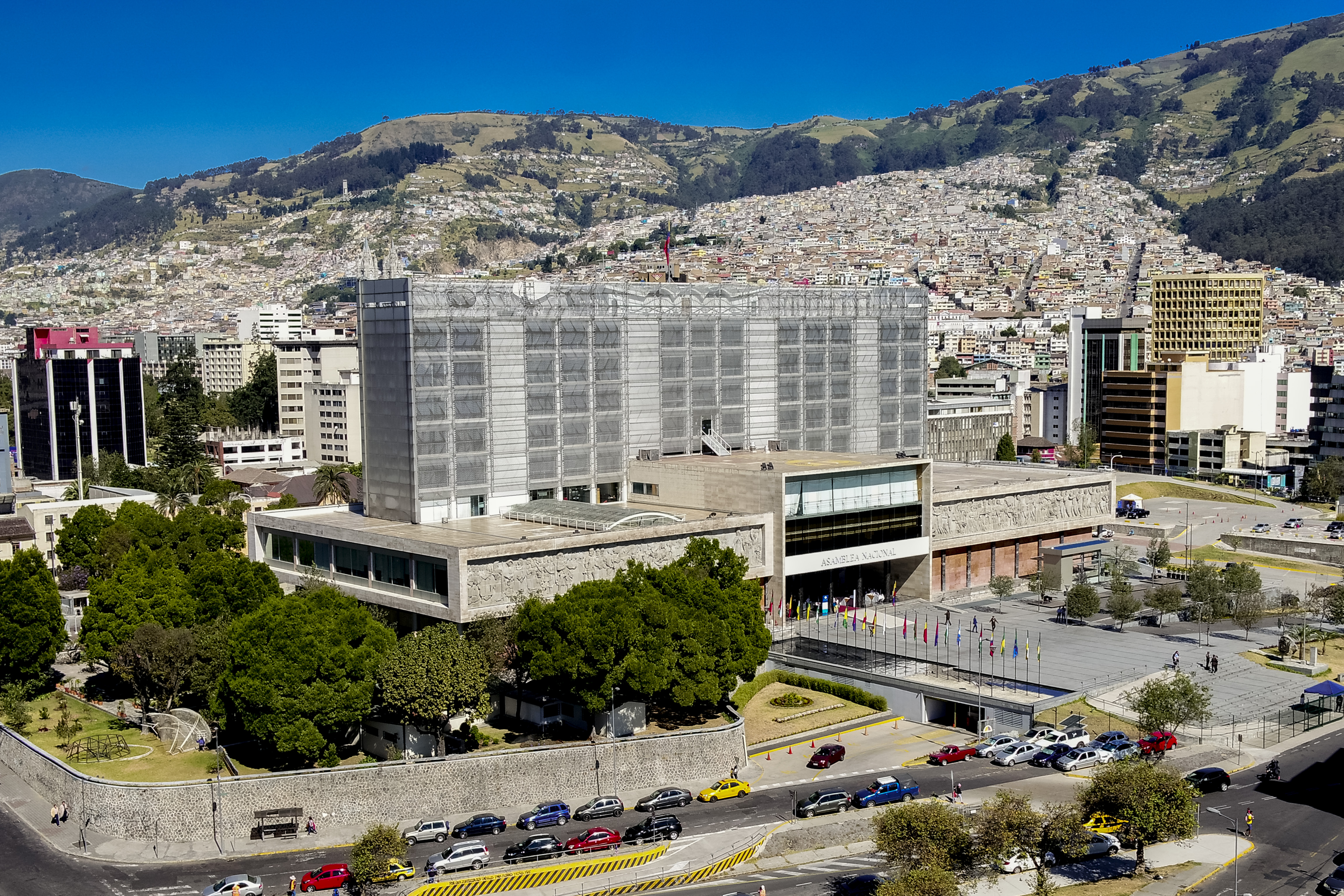
Asamblea Nacional de Ecuador
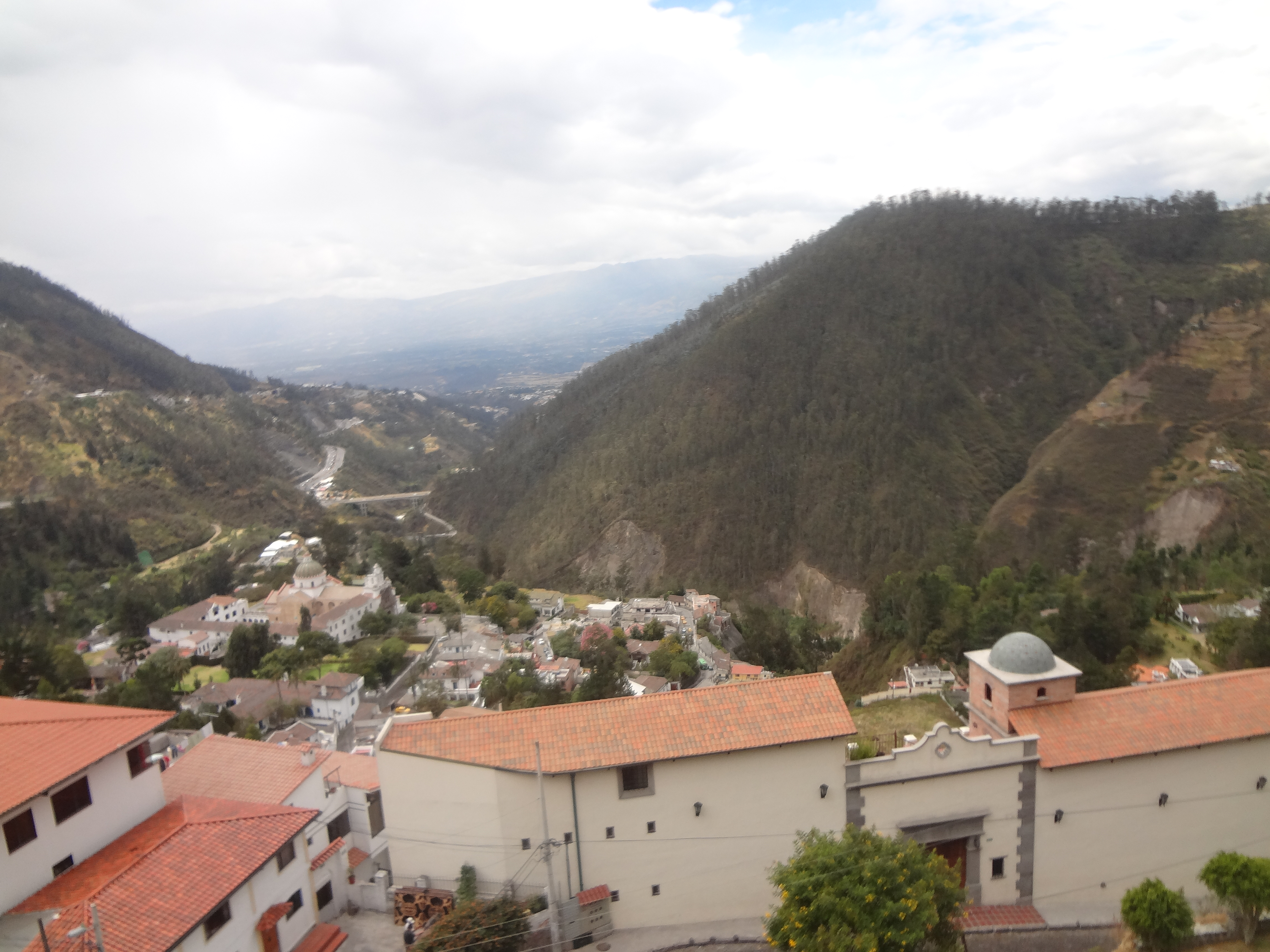
Guápulo